# Sävars landskommun
Sävars landskommun var en tidigare kommun i Västerbottens län. Centralort var Sävar och kommunkod 1952-1973 var 2407.

## Administrativ historik

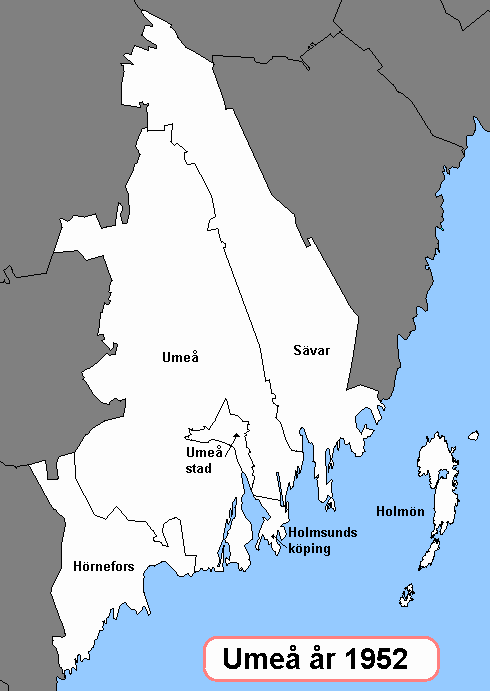
Kommuner runt Umeå år 1952.
Om inget annat anges är det en landskommun.

Sävars landskommun inrättades den 1 januari 1863 i Sävars socken  i Västerbotten  när 1862 års kommunalförordningar trädde i kraft. Den 1 januari 1925 bröts området kring Holmöarna ut ur kommunen för att bilda Holmöns landskommun. Kommunreformen 1952 påverkade inte indelningarna i området, då varken Västerbottens eller Norrbottens län berördes av reformen.
År 1971 infördes enhetlig kommuntyp och Sävars landskommun ombildades därmed, utan någon territoriell förändring, till Sävars kommun. Tre år senare gick dock kommunen upp i Umeå kommun.

### Kyrklig tillhörighet
I kyrkligt hänseende tillhörde kommunen Sävars församling.

## Kommunvapen
Blasonering: I blått fält ett svärd och en sabel i kors, med klingor av silver och fästen av guld.
Detta vapen fastställdes av Kungl. Maj:t 2 december 1960. De korslagda vapnen syftar på slaget vid Sävar 1809. Se artikeln om Umeå kommunvapen för mer information.

## Geografi
Sävars landskommun omfattade den 1 januari 1952 en areal av 785,99 km², varav 766,06 km² land.

### Tätorter i kommunen 1960
| Tätort   | Folkmängd |
| -------- | --------- |
| Sävar    | 571       |
| Täfteå   | 277       |
| Botsmark | 235       |

Tätortsgraden i kommunen var den 1 november 1960 32,4 procent.

## Politik

### Mandatfördelning i valen 1938-1970

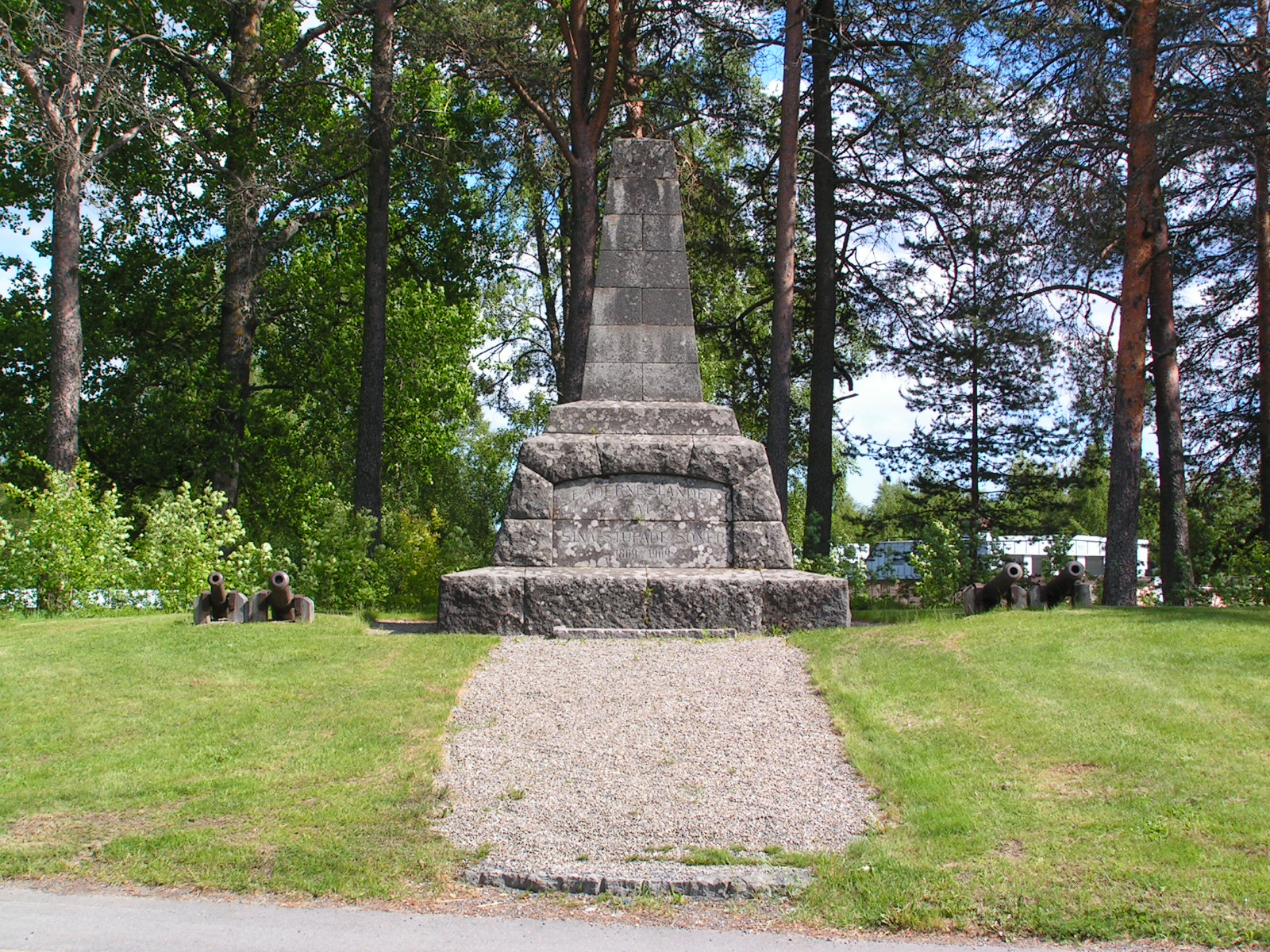
Monument över slaget vid Sävar 1809, en av de sista krigshandlingarna på svensk mark. Kommunens vapen syftar på detta slag.

| 7 | 6 | 8 | 4 |

| 23 |

| 8 | 7 | 7 | 3 |

| 24 |

| 7 | 9 | 7 | 2 |

| 24 |

| 8 | 10 | 9 | 3 |

| 29 |

| 8 | 9 | 8 | 5 |

| 29 |

| 8 | 10 | 7 | 5 |

| 28 |

| 9 | 9 | 8 | 4 |

| 27 |

| 8 | 10 | 7 |  | 4 |

| 28 |

| 10 | 12 | 5 |  | 2 |

| 25 | 5 |